# Lista regilor Prusiei
Hohenzollernii, care au fost Prinți-Electori de Brandenburg din 1417, au devenit duci ai Prusiei în 1525. Odată cu formarea Prusiei în 1701, hohenzollernii au deținut titlul de "rege în Prusia", apoi de "rege al Prusiei".

## Regi ai Prusiei (1701-1918)
| Regi Hohenzollern ai Prusiei |                             |                   |                   | |
| Imagine                      | Nume                        | Început           | Sfârșit           | Comentarii |
|                              | Frederic I                  | 18 ianuarie 1701  | 25 februarie 1713 | A fost Frederic al III-lea, Elector al Brandenburgului, în uniune personală cu Ducatul Prusiei (Brandenburg-Prusia). A renunțat la titlul de duce, în favoarea celui de "rege în Prusia" în 1701. |
|                              | Frederic Wilhelm I          | 25 februarie 1713 | 31 mai 1740       | Fiul lui Frederic I. Cunoscut ca "regele soldat" (germană Der Soldatenkönig). A reformat armata și a limitat cheltuielile de stat care nu aveau legătură cu forțele armate. |
|                              | Frederic al II-lea          | 31 mai 1740       | 17 august 1786    | A separat Prusia de Polonia-Lituania complet și și-a asumat statutul de "rege al Prusiei" în 1772. |
|                              | Frederic Wilhelm al II-lea  | 17 august 1786    | 16 noiembrie 1797 | Nepot de frate al lui Frederic al II-lea. A mărit teritoriul prusac prin anexiuni a ținuturilor polonezo-lituaniene. |
|                              | Frederic Wilhelm al III-lea | 16 noiembrie 1797 | 7 iunie 1840      | Fiul lui Frederic Wilhelm al II-lea. Cu dizolvarea Sfântului Imperiu Roman în 1806, el a pierdut titlul de Elector de Brandenburg, dar a reușit să includă teritoriile sale din Brandenburg în Regatul Prusiei. În ciuda pierderilor în războaiele napoleoniene, la Congresul de la Viena, teritoriul Prusiei a crescut mult, transformând-o în puterea dominantă din nordul Germaniei.                       |
|                              | Frederic Wilhelm al IV-lea  | 7 iunie 1840      | 2 ianuarie 1861   | Fiul lui Frederic Wilhelm al III-lea. În timpul revoluției din 1848-49, i s-a oferit șansa de a deveni împărat al germanilor, dar a refuzat oferta. |
|                              | Wilhelm I                   | 2 ianuarie 1861   | 9 martie 1888     | Fratele lui Frederic Wilhelm al IV-lea. Prusia a anexat teritorii în continuare, ca urmare a celui de-al doilea război din Schleswig din 1864 și a războiului austro-prusac din 1866. Prusia a devenit puterea dominantă în Confederația Germană de Nord. În urma victoriei din războiul franco-prusac, Wilhelm I a fost proclamat împărat german în 1871, păstrând titlul și atribuțiile de rege al Prusiei. |
|                              | Frederic al III-lea         | 9 martie 1888     | 15 iunie 1888     | Fiu al precedentului, de asemnea împărat german. A murit după numai 99 de zile, de cancer la gât. Deci, anul 1888 este cunoscut ca "Anul celor Trei Împărați". |
|                              | Wilhelm al II-lea           | 15 iunie 1888     | 9 noiembrie 1918  | Fiu al precedentului. Înfrângerea Germaniei în Primul Război Mondial (1914-1918) a condus la abdicarea lui Wilhelm, căderea Casei de Hohenzollern de la putere și exilul ei. |